# Eduards Gešels
Eduards Gešels (ur. 19 maja 1902 w Rydze, zm. 25 sierpnia 1975 w Norymberdze) – łotewski łyżwiarz figurowy, startujący w parach sportowych z żoną Hildegarde Švarce. Uczestnik igrzysk olimpijskich (1936) oraz 9-krotny mistrz Łotwy (1931, 1933–1940).

## Osiągnięcia
Z Hildegarde Švarce
| Zawody               | 1931           | 1932           | 1933           | 1934           | 1935           | 1936           | 1937           | 1938           | 1939           | 1940           |                |                |                |                |                |                |                |
| Międzynarodowe       | Międzynarodowe | Międzynarodowe | Międzynarodowe | Międzynarodowe | Międzynarodowe | Międzynarodowe | Międzynarodowe | Międzynarodowe | Międzynarodowe | Międzynarodowe | Międzynarodowe | Międzynarodowe | Międzynarodowe | Międzynarodowe | Międzynarodowe | Międzynarodowe | Międzynarodowe |
| -------------------- | -------------- | -------------- | -------------- | -------------- | -------------- | -------------- | -------------- | -------------- | -------------- | -------------- | -------------- | -------------- | -------------- | -------------- | -------------- | -------------- | -------------- |
| Igrzyska olimpijskie |                |                |                |                |                | 17             |                |                |                |                |                |                |                |                |                |                |                |
| Mistrzostwa Europy   |                |                |                |                |                | 9              |                |                |                |                |                |                |                |                |                |                |                |
| Krajowe              |                |                |                |                |                |                |                |                |                |                |                |                |                |                |                |                |                |
| Mistrzostwa Łotwy    | 1              |                | 1              | 1              | 1              | 1              | 1              | 1              | 1              | 1              |                |                |                |                |                |                |                |